# Monumento a Leopoldo Alas "Clarín"
L'escultura urbana coneguda pel nom Monumento a Leopoldo Alas "Clarín", ubicada en el Campo de San Francisco, a la ciutat d'Oviedo, Principat d'Astúries, Espanya, és una de les més d'un centenar que adornen els carrers de l'esmentada ciutat espanyola.
El paisatge urbà d'aquesta ciutat, es veu adornat per obres escultòriques, generalment monuments commemoratius dedicats a personatges d'especial rellevància en un primer moment, i més purament artístiques des de finals del segle xx.
L'escultura, feta de pedra, és obra de Víctor Hevia i Manuel Álvarez Laviada, i està datada 1931.
El monument és realment un conjunt aixecat en memòria del literat espanyol, autor de "La Regenta", promogut per l'Ajuntament i la Universitat d'Oviedo. El disseny del conjunt és de Manuel Álvarez Laviada, qui va idear una petita plaça amb una font que envoltaria la peça principal, a la part posterior apareix esculpida una figura femenina amb poca roba, mentre que a la part davantera es col·locaria el bust de Leopoldo Alas, obra aquest últim de Víctor Hevia.
Durant el  conflicte bèl·lic del 36 el conjunt va patir danys, cosa que va fer necessari que en 1955 Víctor Hevia lliurés un nou bust i més tard, a 1967 al taller de Belarmino Cabal portés a terme la restauració total de la resta del monument, produint-se la substitució de la figura esculpida per Álvarez Laviada per una inscripció:" CLARIN / * - XXV - IV - MDCCCLII / + XIII - VI - MCMI ".